# Cerophytum elateroides
Cerophytum elateroides är en skalbaggsart som först beskrevs av Pierre André Latreille 1804.  Cerophytum elateroides ingår i släktet Cerophytum och familjen Cerophytidae. Inga underarter finns listade i Catalogue of Life.